# Trichoscypha liberica
Trichoscypha liberica är en sumakväxtart som beskrevs av Adolf Engler. Trichoscypha liberica ingår i släktet Trichoscypha och familjen sumakväxter. Inga underarter finns listade i Catalogue of Life.